# Савремена фолк музика
Савремена фолк музика је жанр популарне музике који се развио из народне музике. Почев од средине 20. века, нови облик популарне народне музике еволуирао је из традиционалне народне музике. Овај процес и период се називају (другим) народним препородом и достигли су зенит током 1960-их. Најчешћи назив за овај нови облик музике је такође „фолк музика“, али се често назива и „савремена народна музика“ или „народна музика оживљавања“ да би се направила разлика. Транзиција је била донекле усредсређена на САД, а назива се и америчким препородом народне музике. Фузиони жанрови као што су фолк рок и други такође су еволуирали унутар овог феномена. Иако је савремена фолк музика жанр који се генерално разликује од традиционалне фолк музике, она на енглеском говорном подручју често има исти назив, извођаче и места као и традиционална фолк музика; чак и појединачне песме могу бити спој два жанра.